# دانشگاه عبری اورشلیم

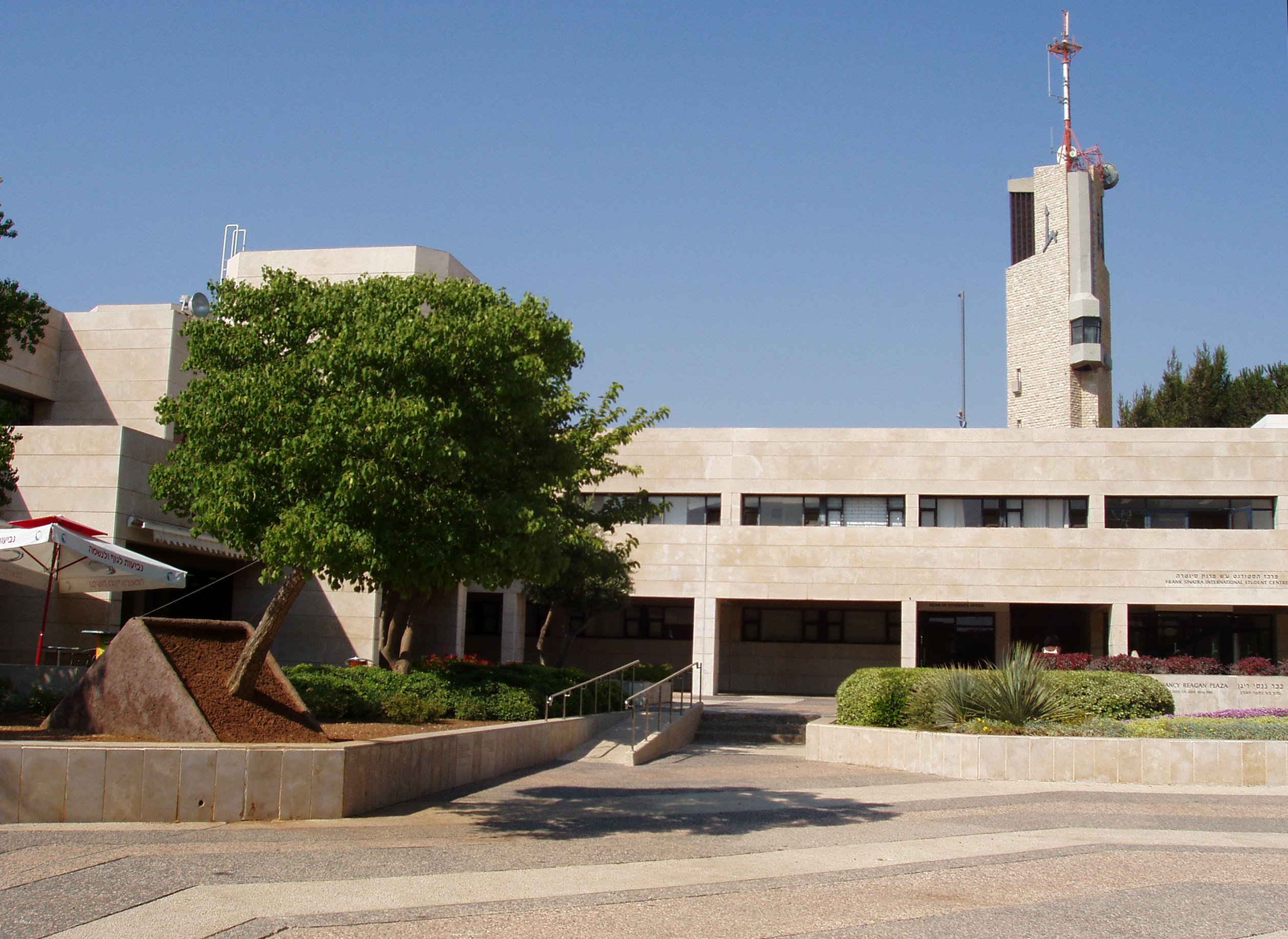
مرکز بین‌المللی دانشجویی فرانک سیناترا در دانشگاه عبری اورشلیم و درخت یادبود سه دانشجوی کشته‌شده در بمب‌گذاری ۳۱ ژوئیه ۲۰۰۲ توسط فلسطینیان انتحاری

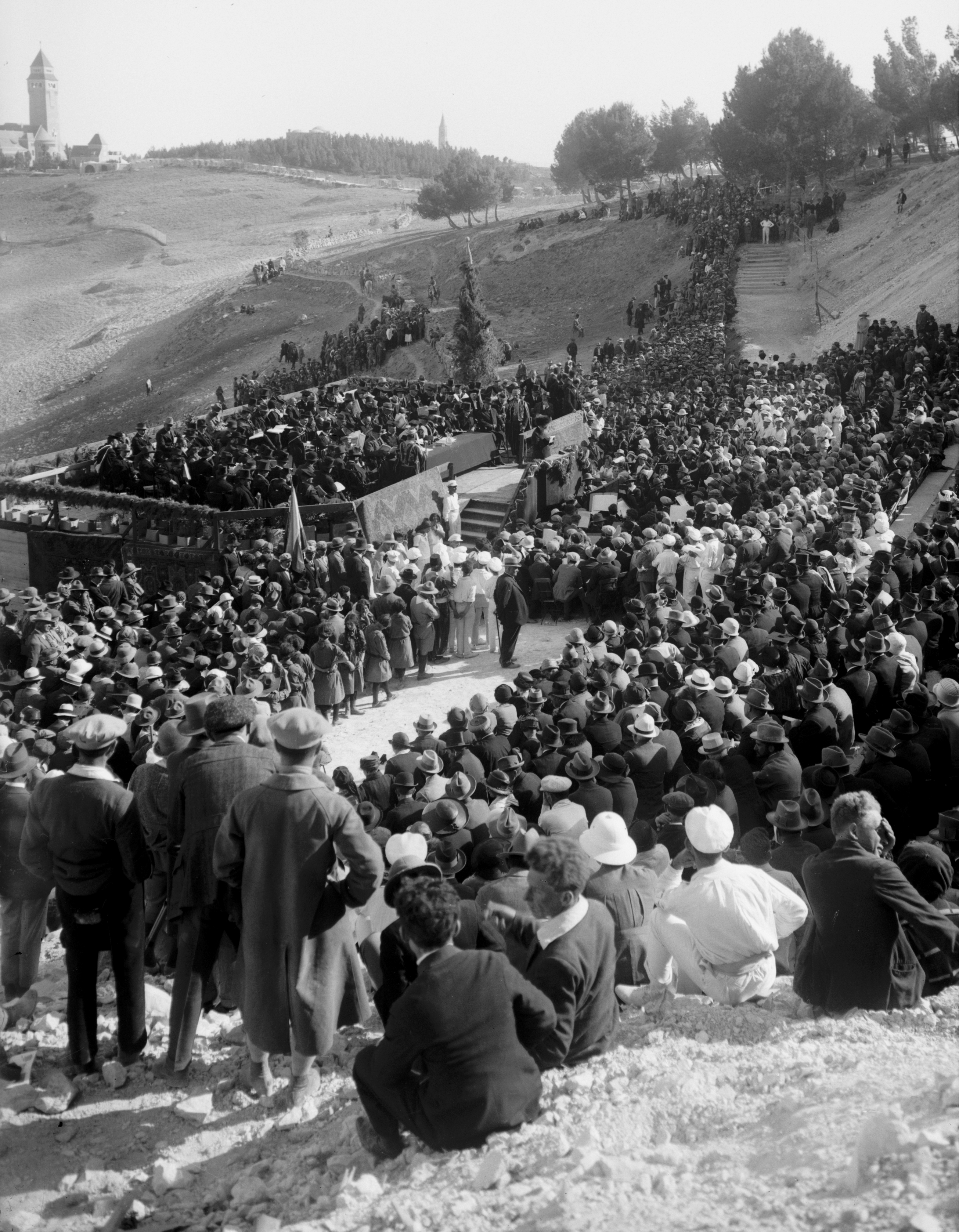
مراسم افتتاحیه دانشگاه، ۱۹۲۵

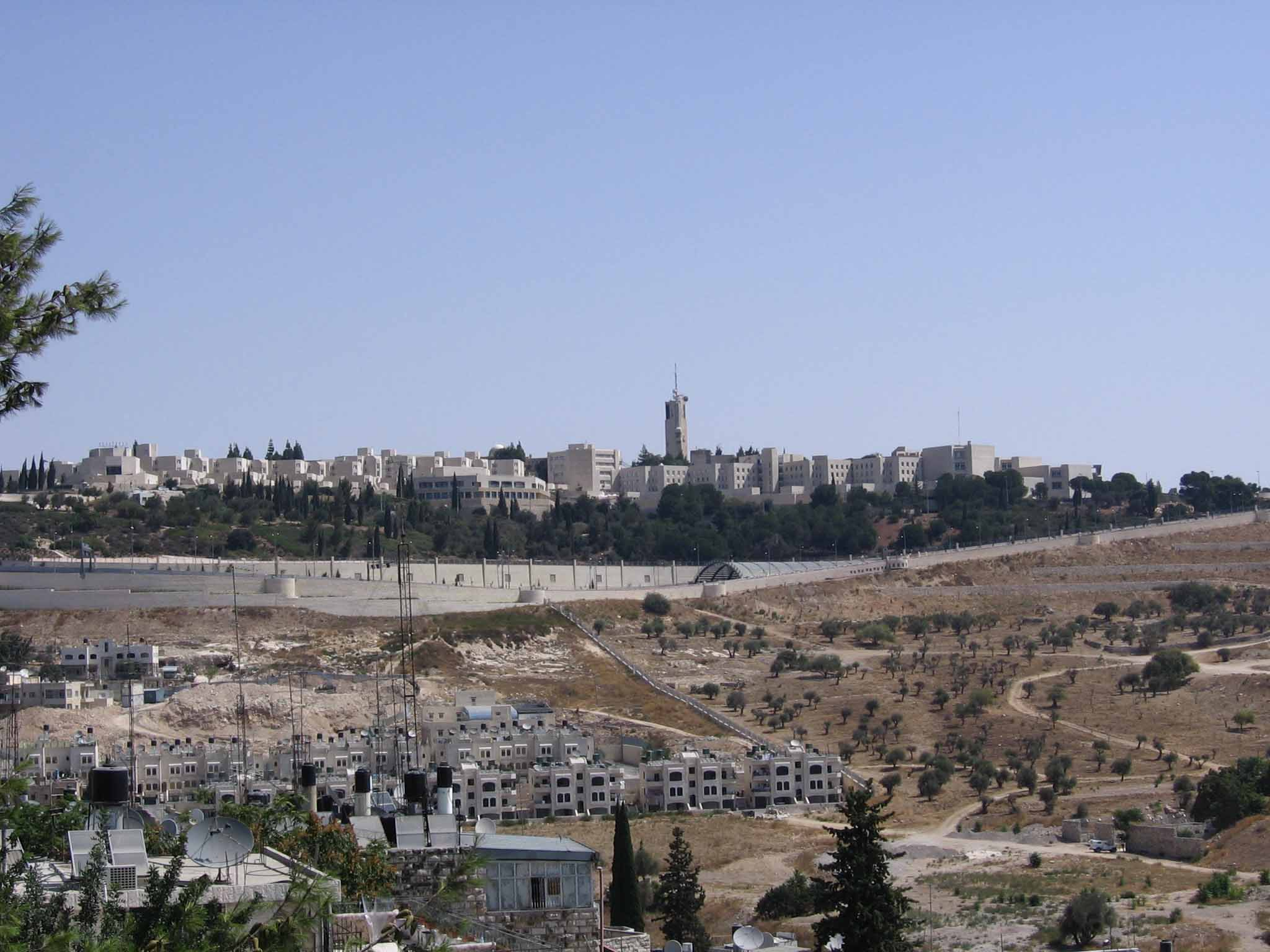
نمایی از برج یادمان و بخشی از دانشکده‌های دانشگاه عبری اورشلیم بر روی تپه اسکوپوس در بخش شرقی اورشلیم. در پائین تپه، دیوار حایل قرار دارد که محله‌های فلسطینی را از محله‌های اسرائیلی جدا می‌کند.

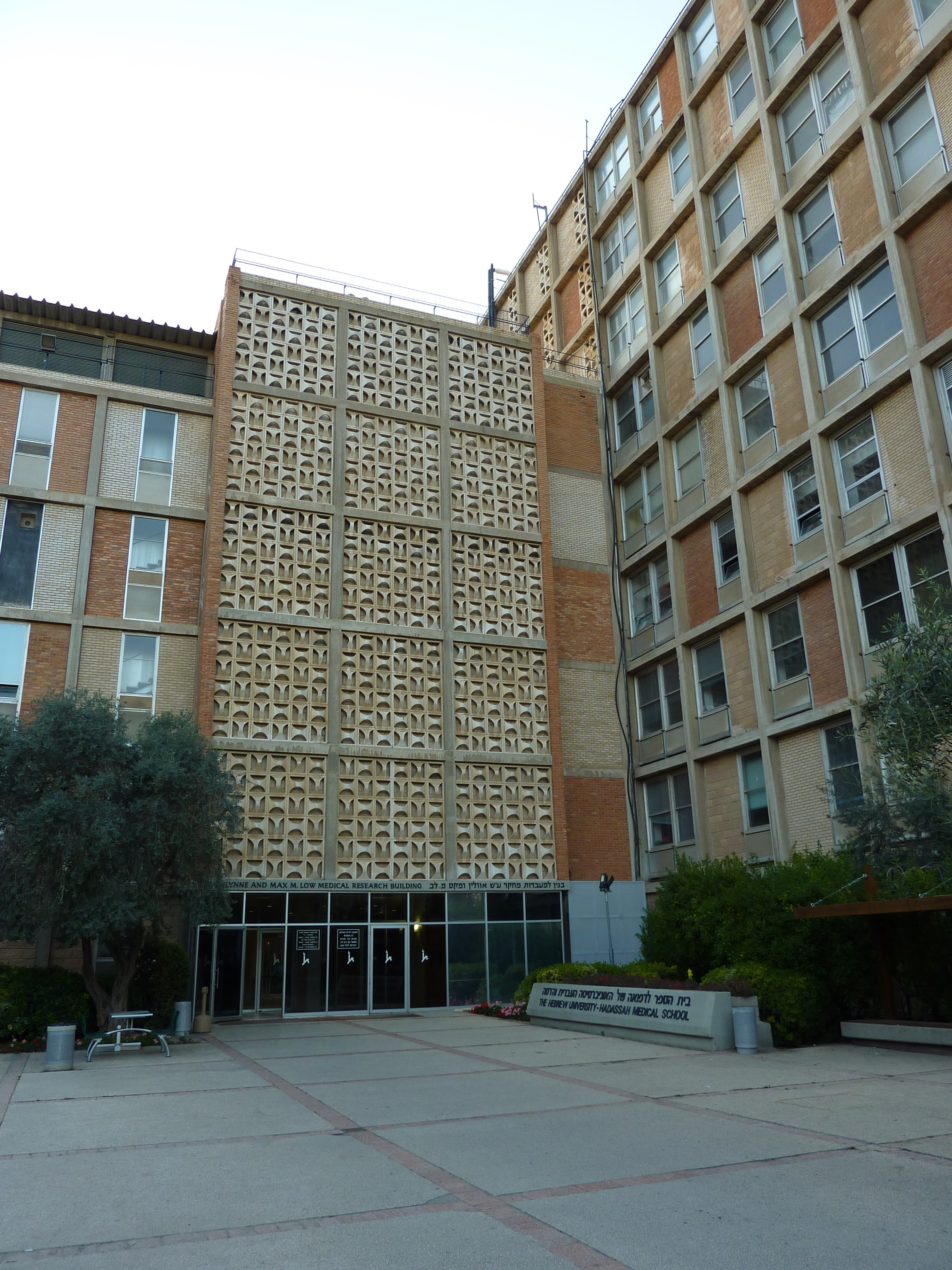
ساختمان دانشکده پزشکی، پردیس بیمارستان حداسه عین کرم

دانشگاه عبری اورشلیم (به عبری: האוניברסיטה העברית בירושלים) یک دانشگاه تحقیقاتی دولتی در شهر اورشلیم اسرائیل و در بالای تپه‌ای به‌نام کوه اسکوپوس است که در ژوئیه سال ۱۹۱۸ میلادی به‌طور مشترک توسط آلبرت اینشتین و حییم وایزمن بنیان‌گذاری شد و در آوریل سال ۱۹۲۵ میلادی به‌طور رسمی گشایش یافت. این دانشگاه دومین دانشگاه قدیمی اسرائیل پس از تخنیون است و ۳۰ سال پیش از تأسیس رسمی کشور اسرائیل گشایش یافته‌است. دانشگاه عبری اورشلیم، یکی از هشت دانشگاه اصلی اسرائیل و جزو صد دانشگاه برتر جهان است. اعضای نخستین هیئت‌علمی دانشگاه عبری اورشلیم عبارت بودند از آلبرت اینشتین، زیگموند فروید، مارتین بوئبر، حییم بیالیک و حییم وایزمن.
بیشتر شهرت دانشگاه عبری اورشلیم بخاطر تحقیقات اساسی است که در زمینهٔ رشته‌های مذاهب و علوم پایه‌ای انجام گرفته‌است. گردآوری بزرگ‌ترین مجموعه تحقیقات یهودی در جهان از جمله کارهای دانشگاه عبری اورشلیم است. شماری از تاریخ‌نویسان، فلاسفه، دانشمندان و برندگان جوایز نوبل از جمله گرشام شوئلم، مارتین بوئبر، مایکل رابین، دانیل کاهنمن، یشایاهو لیبوویتس، دیوید گراس، ساهارون شلاه و روبرت اوئمان از استادان دانشگاه عبری اورشلیم بوده و هستند.
آلبرت اینشتین که خود از پایه‌گذاران و از اولین اعضای هیئت علمی دانشگاه عبری بود، پیش از مرگ همه مدارک و تحقیقات علمی و غیر علمی خود و حق کپی‌رایت آن‌ها را به دانشگاه عبری اورشلیم بخشید.
بسیاری از سیاست‌مداران گذشته و حال اسرائیل از جمله موشه کاتساو (رئیس‌جمهور ایرانی‌تبار آن) و همچنین چهار نخست‌وزیر، شامل ایهود اولمرت نخست‌وزیر سابق و قائم‌مقام وی و رئیس دیوان عالی اسرائیل از جمله دانش‌آموختگان دانشگاه عبری اورشلیم می‌باشند.

## تاریخچه
یکی از چشم‌اندازهای جنبش صهیونیستی، تأسیس یک دانشگاه یهودی در سرزمین اسرائیل بود. تأسیس یک دانشگاه از سال ۱۸۸۴ در کنفرانس کاتوویتس (کاتوویچه) جامعه حوووی صیون (به عبری: חובבי ציון) و توسط هرمان شاپیرا در اولین کنگره صهیونیستی در سال ۱۸۹۷ پیشنهاد شده بود.
سنگ زیربنا بنای دانشگاه در ۲۴ ژوئیه ۱۹۱۸ گذاشته شد. هفت سال بعد، در ۱ آوریل ۱۹۲۵، پردیس دانشگاه عبری در کوه اسکوپوس طی مراسمی با شکوه با حضور رهبران جهان یهود، دانشمندان و شخصیت‌های برجسته عمومی و مقامات برجسته بریتانیایی، از جمله سر هربرت ساموئل، ویکنت آلنبی، وینستون چرچیل و آرتور بالفور افتتاح شد. اولین رئیس دانشگاه یهودا مگنس بود که از سال ۱۹۲۴ تا ۱۹۳۵ به عنوان رئیس دانشگاه رهبری مدرسه را بر عهده داشت. از سال ۱۹۳۵ تا ۱۹۴۸ او به عنوان رئیس، مدرسه را رهبری کرد.
یکی از بحث‌برانگیزترین مسائل در زمان مفهوم‌سازی دانشگاه، مربوط به زبان رسمی آینده آن بود. در حالی که یک طرف، به اصطلاح «آلمانی‌گرایان»، ترکیبی از آلمانی و عربی را برای تمام موضوعات غیریهودی پیشنهاد می‌کردند، طرف دیگر خواستار استفاده عمومی از زبان عبری بود. گروه اول نگران بودند که عبری مدرن بسیار جدید ممکن است هنوز اجازه بحث‌های علمی سطح بالا را ندهد، زیرا هنوز از کمبود اصطلاحات فنی خاص در زمینه‌های غیرمذهبی رنج می‌برد. اگرچه این نگرانی را نمی‌توان به سادگی غیرمنطقی دانست، اما نمایندگان این موضع، اهمیت نمادین زبان عبری را برای بسیاری از یهودیان، به ویژه برای افراد خارج از دانشگاه، دست کم گرفتند. بنابراین، آنها نتوانستند در این بحث پیروز شوند و مجبور شدند تسلیم این تصمیم شوند که دانشگاه جدید یک دانشگاه بطورصریح عبری خواهد بود.
سؤال اینکه چه چیزی ویژگی عبری خاص دانشگاه را تعریف می‌کرد، نه تنها مربوط به انتخاب یک زبان رسمی بود، بلکه جنبه‌های سازمانی، مانند تأسیس دپارتمان‌ها و تعریف حوزه‌های تحقیقاتی مربوطه آنها، و طرح کلی نمایه علمی آن را نیز شامل می‌شد. بنابراین، در سال ۱۹۱۹، شماریاهو لوین از تعدادی از دانشمندان برجسته یهودی اروپایی درباره نظراتشان در این موضوع پرسید. یکی از پاسخ‌دهندگان ایگناتس گلدزیهر بود که پیشنهادهای او حداقل تا حدی اجرا شد: زبان‌های شرقی، ادبیات یهودی و باستان‌شناسی از جمله اولین موضوعاتی بودند که در دانشگاه مورد مطالعه قرار گرفتند.
تا سال ۱۹۴۷، دانشگاه به یک مؤسسه بزرگ تحقیقاتی و آموزشی تبدیل شده بود. سر لئون سایمون از سال ۱۹۴۸ تا ۱۹۴۹ رئیس موقت بود و پس از او پروفسور سلیگ برودتسکی از سال ۱۹۴۹ تا ۱۹۵۲ به عنوان رئیس خدمت کرد. برنامه‌های تأسیس دانشکده پزشکی در ماه مه ۱۹۴۹ تصویب شد و در نوامبر ۱۹۴۹، دانشکده حقوق افتتاح شد. در سال ۱۹۵۲، اعلام شد که مؤسسه کشاورزی که در سال ۱۹۴۰ توسط دانشگاه تأسیس شده بود، به یک دانشکده کامل تبدیل خواهد شد.
در طول جنگ اعراب و اسرائیل در سال ۱۹۴۸، حملاتی علیه کاروان‌هایی که بین بخش تحت کنترل اسرائیل در اورشلیم و دانشگاه در حرکت بودند، صورت گرفت. رهبر نیروهای عرب در اورشلیم، عبدالقادر الحسینی، تهدید به اقدام نظامی علیه بیمارستان هداسا دانشگاه کرد «اگر یهودیان به استفاده از آنها به عنوان پایگاه‌هایی برای حملات ادامه دهند». پس از کشتار کاروان مرکز درمانی هداسا در آوریل ۱۹۴۸، که در آن ۷۹ یهودی، از جمله پزشکان و پرستاران، کشته شدند، پردیس کوه اسکوپوس از اورشلیم جدا شد. جک چرچیل، سرباز بریتانیایی، تخلیه ۷۰۰ پزشک، دانشجو و بیمار یهودی را از بیمارستان هماهنگ کرد.
وقتی دولت اردن دسترسی اسرائیل به کوه اسکوپوس را رد کرد، یک پردیس جدید در گیوات رام در غرب اورشلیم ساخته شد و در سال ۱۹۵۸ تکمیل شد. در این فاصله، کلاس‌ها در ۴۰ ساختمان مختلف در سراسر شهر برگزار می‌شد. بنیامین مازار از سال ۱۹۵۳ تا ۱۹۶۱ رئیس دانشگاه بود، جولیو راکاه از سال ۱۹۶۱ تا ۱۹۶۲ رئیس موقت بود، و الیاهو ایلات از سال ۱۹۶۲ تا ۱۹۶۸ ریاست دانشگاه را بر عهده داشت. ساختمان ترا سانتا در رحاویا، که از نگهبانان فرانسیسکن اماکن مقدس لاتین اجاره شده بود، نیز برای این منظور مورد استفاده قرار گرفت. چند سال بعد، همراه با سازمان پزشکی هداسا، یک پردیس علوم پزشکی در محله عین کرم در جنوب غربی اورشلیم ساخته شد.
تا آغاز سال ۱۹۶۷، تعداد دانشجویان به ۱۲،۵۰۰ نفر رسیده بود که بین دو پردیس در اورشلیم و دانشکده کشاورزی در رحووت پراکنده بودند. پس از یکپارچه شدن اورشلیم، در پی جنگ شش روزه ژوئن ۱۹۶۷، دانشگاه توانست به کوه اسکوپوس که بازسازی شده بود، بازگردد. در سال ۱۹۸۱ کار ساخت و ساز به پایان رسید و کوه اسکوپوس بار دیگر به پردیس اصلی دانشگاه تبدیل شد.
در ۳۱ ژوئیه ۲۰۰۲، یکی از اعضای یک سلول تروریستی در ساعت ناهار در کافه‌تریای «فرانک سیناترا» دانشگاه، زمانی که مملو از کارکنان و دانشجویان بود، بمبی را منفجر کرد. نه نفر - پنج اسرائیلی، سه آمریکایی و یک شهروند دو تابعیتی فرانسوی-آمریکایی - کشته و بیش از ۷۰ نفر زخمی شدند. رهبران جهان، از جمله کوفی عنان، رئیس‌جمهور ایالات متحده آمریکا وقت جورج دبلیو بوش و نماینده عالی اتحادیه اروپا خاویر سولانا، بیانیه‌های محکومیت صادر کردند.
در سال ۲۰۱۷، دانشگاه عبری اورشلیم یک مرکز تحقیقات ماریجوانا راه‌اندازی کرد که هدف آن «انجام و هماهنگی تحقیقات در مورد شاهدانه و اثرات بیولوژیکی آن با نگاهی به کاربردهای تجاری» بود.

## دانشجویان و دانشکده‌ها
هم‌اکنون دانشگاه عبری اورشلیم در حدود ۲۳٬۲۰۰ دانشجو دارد. دانشکده‌های این دانشگاه عبارتند از:
- انواع دانشکده‌های علوم مهندسی
- دانشکده هنرهای زیبا
- دانشکده علوم کامپیوتر
- دانشکده علوم دینی و فلسفه
- دانشکده عالی سیاسی
- دانشکده علوم پزشکی و مرکز درمانی هداسا
- دانشکده عالی تربیت معلم
- دانشکده علوم انسانی
- دانشکده اقتصاد
- دانشکده علوم کشاورزی - رخووت

## رتبه‌بندی‌ها
بر اساس رتبه‌بندی دانشگاه‌های جهان، دانشگاه عبری برترین دانشگاه در اسرائیل است، در مجموع بین ۱۰۱ تا ۱۵۰ بهترین دانشگاه در جهان، بین ۳۰۱ تا ۴۰۰ در فیزیک، بین ۲۰۱ تا ۳۰۰ در علوم کامپیوتر و بین ۵۱ تا ۷۵ در تجارت/اقتصاد قرار دارد.
در سال ۲۰۲۱، رتبه‌بندی شانگهای و مرکز رتبه‌بندی دانشگاه‌های جهان، دانشگاه عبری را در رتبه اول اسرائیل در «رتبه‌بندی دانشگاه‌های جهان» قرار دادند (رتبه ۹۰ بر اساس رتبه‌بندی شانگهای و رتبه ۶۴ در جهان طبق مرکز رتبه‌بندی دانشگاه‌های جهان).
دانشگاه عبری به طور مداوم به عنوان بهترین دانشگاه اسرائیل در ریاضیات و در میان بهترین‌های جهان رتبه‌بندی می‌شود. این دانشگاه در سال ۲۰۱۷ به عنوان یازدهمین مؤسسه برتر در ریاضیات در سراسر جهان، در سال ۲۰۱۸ نوزدهمین، در سال ۲۰۱۹ بیست و یکمین و در سال ۲۰۲۰ بیست و پنجمین رتبه‌بندی شد.

## محیط داخلی دانشگاه

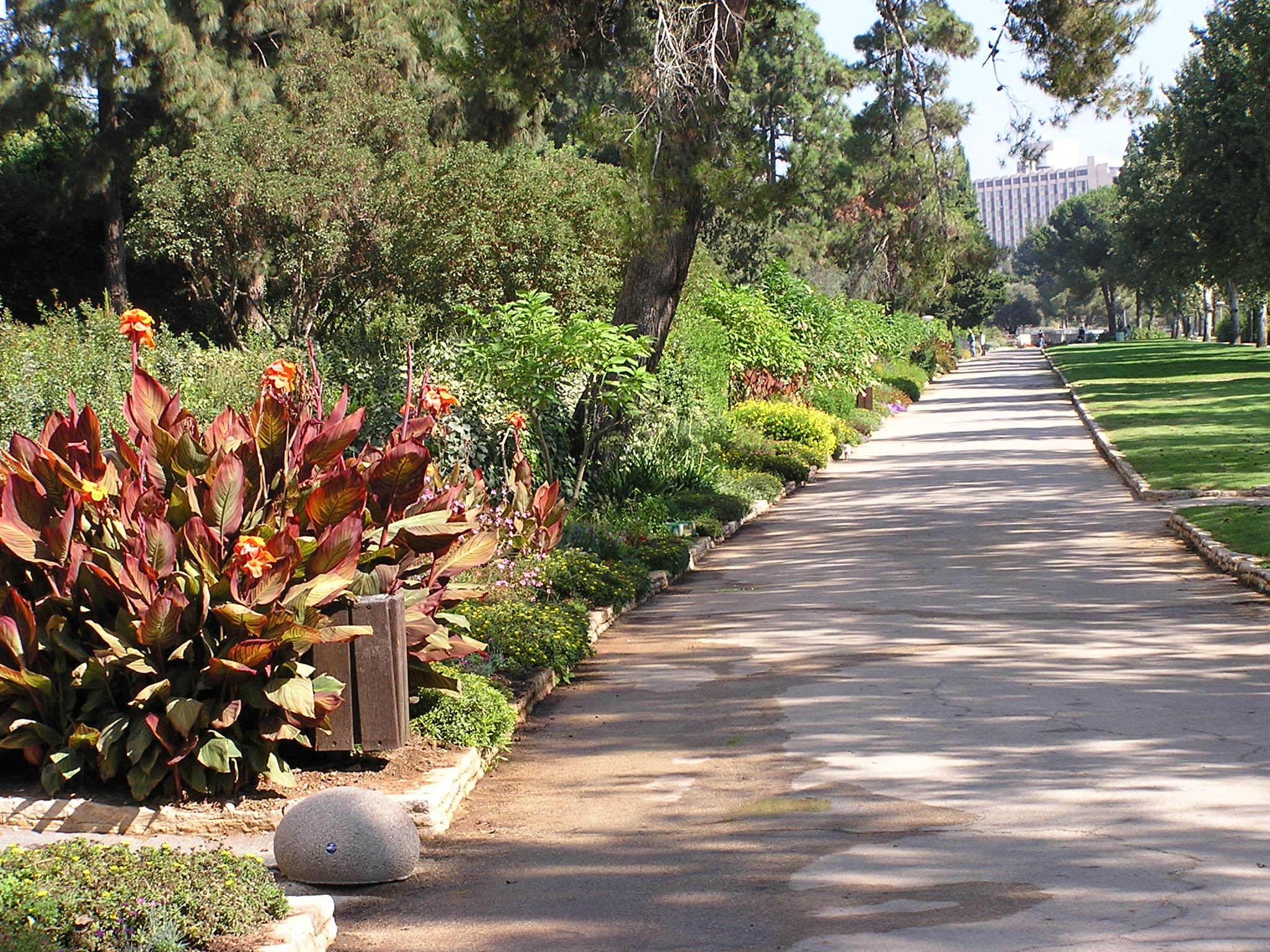
پارک دانشجویان دانشگاه عبری اورشلیم

دانشگاه عبری اورشلیم از آغاز به صورت یک دانشگاه مدرن و زیبا طراحی و ساخته شد. کوچه‌های باریک میان دانشکده‌های مختلف که با سنگ‌های سفید فرش شده‌است. همچنین پارک گیوات راس در داخل کمپ دانشگاه از محیطی آرام برخوردار است.
همچنین کتابخانه ملی و بین‌المللی کلیمی که بزرگ‌ترین منبع کتاب‌ها و تاریخ قوم یهود را شامل می‌شود، متعلق به این دانشگاه است.

## انستیتوی ترومن

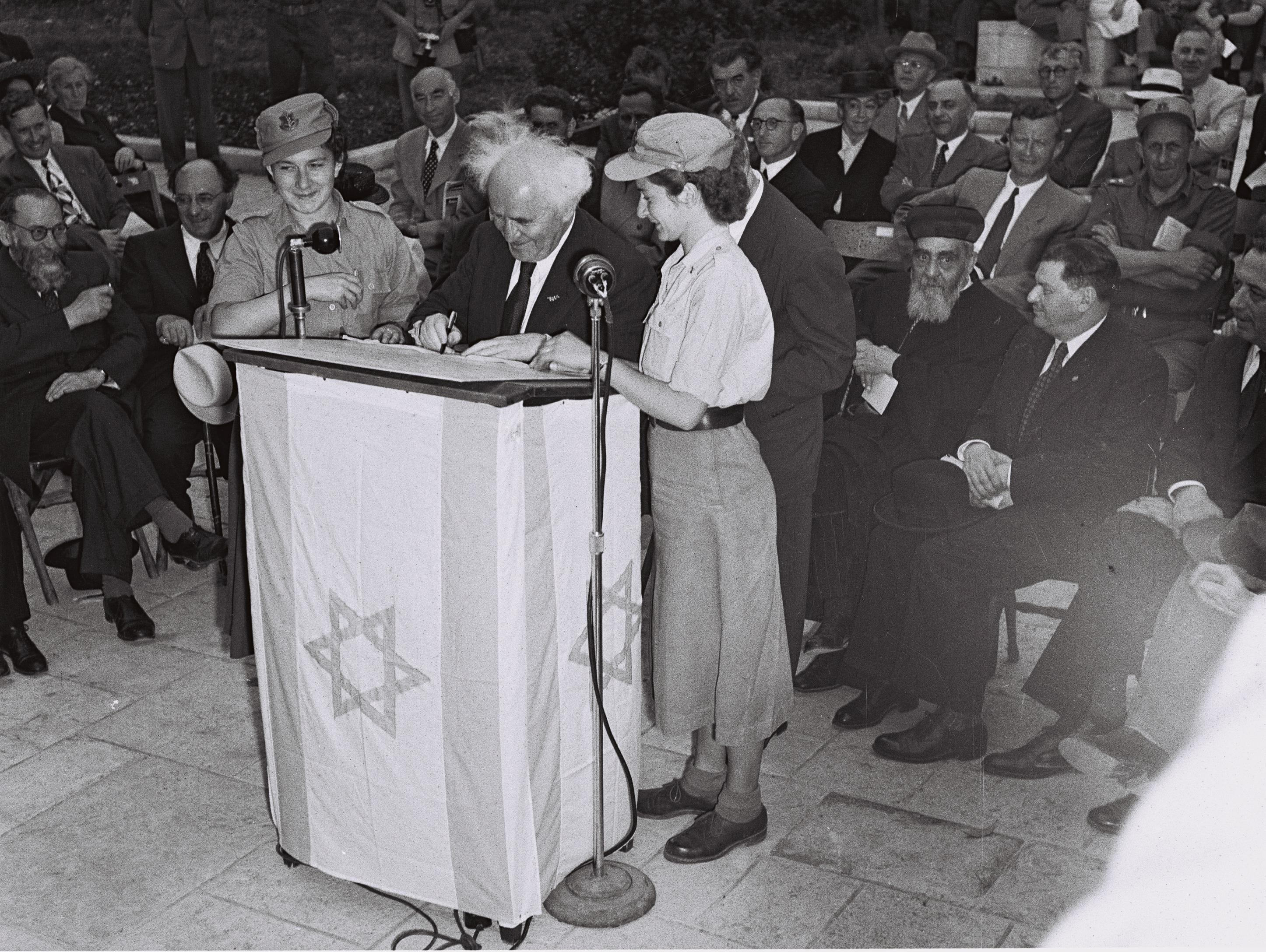
داوید بن گوریون در آئین گشایش دانشکده پزشکی دانشگاه عبری اورشلیم در سال ۱۹۴۹ م.

انستیتو ترومن مرکزی تحقیقاتی در دانشگاه عبری اورشلیم است که به روایت جمله‌ای که بر روی ساختمانش نوشته شده، برای «ایجاد صلح» بین اعراب و اسرائیل تأسیس شده‌است.
گفتنی است که بر روی دیوارهای داخلی ساختمان انستیتوی ترومن، تصاویر جنگ‌های بین اعراب و اسرائیل و تلاش‌هایی که برای پایان دادن به آن صورت گرفته‌است، خودنمایی می‌کنند. تأکید فراوان تصاویر بر پیمان کمپ دیوید در پی دیدار جیمی کارتر رئیس‌جمهور وقت ایالات متحده آمریکا با رئیس‌جمهور وقت مصر، انور سادات و رئیس‌جمهور وقت اسرائیل، مناخیم بگین و توافق آنان مبنی بر صلح میان اعراب و اسرائیل در توافق کمپ دیوید است.

## استادان برجسته
- شائول شاکد، بزرگ‌ترین متخصص زبان پهلوی و فرهنگ باستانی ایران در جهان[۳۰]
- الداد پاردو، ایران‌شناس[۳۱]
- امنون نتصر، ایران‌شناس و استاد تاریخ یهود.[۳۲]
- لئو آری مئیر، شرق‌شناس برجسته و استاد تاریخ هنر، هنر اسلامی و هنر ایرانی
- موشه زیمرمَن، تاریخ‌نگار و پژوهش‌گر برجسته در حوزه هولوکاست[۳۳]
- لوئیز گاتمان، جامعه‌شناس و آماردان
- مایکل رابین، علوم کامپیوتر و ریاضی‌دان
- آوی ویگدرسون، علوم کامپیوتر و ریاضی‌دان
- دانیل کاهنمن، اقتصاددان و برنده جایزه نوبل اقتصاد در سال ۲۰۰۲ میلادی[۳۴]
- دیوید گراس، فیزیک‌دان و برنده جایزه نوبل فیزیک در سال ۲۰۰۴ میلادی[۳۵]
- روبرت اوئمان، اقتصاددان و برنده جایزه نوبل اقتصاد در سال ۲۰۰۵ میلادی[۳۶]
- افرائیم هالوی، مدیر سابق موساد
- آهارون کاتزیر، شیمی‌دان
- گرشام شوئلم، فیلسوف و استاد عرفان یهودیت
- سرور سرودی، استاد فرهنگ و ادبیات فارسی معاصر[۳۰]
- مارتین بوبر، استاد مذاهب و فلسفه ادیان
- حییم تادمور، استاد اشورشناسی و فلسفه
- آدولف آبراهام هالوی فرائنکل، ریاضی‌دان
- جولیو راکاه، فیزیک‌دان و ریاضی‌دان
- س.ایزهار، شاعر و استاد تربیت معلم
- یهودا بوئبر، تاریخ‌دان هولوکاست
- یعقوب تالمون، تاریخ‌دان
- آموس ترسکی، روان‌شناس
- زیو استرنهیل، استاد علوم سیاسی
- روت لارنس، ریاضی‌دان
- یهوشا بارهیلیل، زبان‌شناس
- جرج موس، تاریخ‌دان
- دیوید آشری، استاد ادبیات باستانی یونان و رم
- ساهارون شلاه، ریاضی‌دان
- نوریت پیلد الهانین، تربیت معلم
- موردخای نیسان، جامعه‌شناس
- آهارون باراک، استاد قانون و رئیس سابق دیوان عالی اسرائیل
- الایزر شوئید، استاد تاریخ یهودیت
- ایهود نتزر، باستان‌شناس
- جاشوا پراویر، تاریخ‌دان
- یشایاهو لیبویتز، بیولوژیست
- ایلان لیندن‌اشتراوس، ریاضیدان
- دیوید فلاسر، استاد تاریخ مسیحیت و یهود
- یووال نوح هراری، استاد تاریخ و فلسفه

## دانش‌آموختگان مشهور
- برندگان جایزهٔ نوبل: دیوید گراس، دانیل کاهنمن، هارون سیشانوور، افرام هرشکو و عادا یونات[۳۷]
- رئیس‌جمهوران اسرائیل: یتسحاق ناوون و موشه کاتساو
- نخست وزیران اسرائیل: ایهود باراک، آریل شارون، ایهود اولمرت
- بازیگران: ناتالی پورتمن